# Sandra Šarić
Sandra Šarić (Senj, 8 maggio 1984) è una taekwondoka croata.

## Palmarès

### Giochi olimpici
- Bronzo a Pechino 2008

### Mondiali di taekwondo
- Argento a Campionati mondiali di taekwondo 2003
- Bronzo a Campionati mondiali di taekwondo 2005
- Bronzo a Campionati mondiali di taekwondo 2007
- Bronzo a Campionati mondiali di taekwondo 2009

### Europei di taekwondo
- Oro a Campionati europei di taekwondo 2008